# 李小年
李小年（1963年2月—），浙江龙游人，浙江工业大学教授，主要从事工业催化剂技术与绿色工艺等方面的研究工作。担任《化工学报》、《过程工程学报》、《工业催化》等刊物编委，入选中华人民共和国教育部2009年度"长江学者"特聘教授。